# Enrique Chediak
Enrique Proper Chediak (* 1967 in Quito, Ecuador) ist ein ecuadorianischer Kameramann.

## Leben
Enrique Proper Chediak studierte Kommunikationswissenschaften in Santiago de Chile und Fotografie in Madrid, bevor er von 1992 bis 1996 Film an der New York University studierte. Sein Spielfilmdebüt als Kameramann gab er in dem 1995 erschienenen und von John Joshua Clayton inszenierten Drama American Southern. 2010 erschien das Drama 127 Hours, welches auf einer wahren Begebenheit beruht. Chediak arbeitete gemeinsam mit dem britischen Kameramann Anthony Dod Mantle zusammen und wurde anschließend für mehrere Filmpreise, wie etwa bei der Verleihung des British Academy Film Awards 2011 für die Beste Kamera, nominiert und ausgezeichnet.

## Filmografie (Auswahl)
- 1995: American Southern
- 1996: Memorial Day (Kurzfilm)
- 1997: Engel wissen nicht (Angels Don’t Know)
- 1998: Desert Blue
- 1998: The Faculty
- 2000: Risiko – Der schnellste Weg zum Reichtum (Boiler Room)
- 2000: Songcatcher
- 2001: Drei Stunden nach Mitternacht (3 A.M.)
- 2001: The Safety of Objects
- 2002: The Good Girl
- 2004: Ein Zuhause am Ende der Welt (A Home at the End of the World)
- 2005: Down in the Valley
- 2006: Alibi – Ihr kleines schmutziges Geheimnis ist bei uns sicher (The Alibi)
- 2006: Turistas
- 2007: 28 Weeks Later
- 2007: The Flock – Dunkle Triebe (The Flock)
- 2010: 127 Hours
- 2010: Repo Men
- 2010: Wie durch ein Wunder (Charlie St. Cloud)
- 2011: Intruders
- 2013: Europa Report
- 2013: R.E.D. 2 (RED 2)
- 2014: Maze Runner – Die Auserwählten im Labyrinth (The Maze Runner)
- 2016: Die 5. Welle (The 5th Wave)
- 2016: Deepwater Horizon
- 2017: American Assassin
- 2018: Bumblebee
- 2019: Susi und Strolch (Lady and the Tramp)
- 2021: Voyagers
- 2023: Transformers: Aufstieg der Bestien (Transformers: Rise of the Beasts)
- 2025: Ein Minecraft Film (A Minecraft Movie)

## Auszeichnungen (Auswahl)
- British Independent Film Awards 2007: Nominierung für die Beste Technik für 28 Weeks Later
- Online Film Critics Society Award 2010: Nominierung für die Beste Kamera für 127 Hours
- British Academy Film Awards 2011: Nominierung für die Beste Kamera für 127 Hours